# Maurycy Mochnacki
Maurycy Mochnacki (13. září 1803, Bojaniec, Halič, dnes Ukrajina – 20. prosince 1834, Auxerre, Francie) byl polský literární, divadelní a hudební kritik období romantismu.

## Život
Začal studovat práva na Varšavské univerzitě, ale byl vyloučen poté, co udeřil policistu. V letech 1823–1824 byl vězněn za účast v tajné organizaci Związek Wolnych Polaków. Ve vězení se zhroutil, a aby získal svobodu, musel napsat denunciační dopis (tzv. Pismo karmelicke, podle kláštera, kde byl vězněn) proti liberalismu a neúctě k panovníkovi. Krátce po svém propuštění byl nucen pracovat v cenzurní kanceláři, ale po šesti měsících byl propuštěn. Živil se proto žurnalistikou a hudební a literární kritikou. Jeho rodinný byt ve Varšavě se stal místem setkání polských vlastenců, spisovatelů a hudebníků.
Podle jeho názoru by polské umění mělo být výrazem národního ducha a ne kopií cizích modelů. Byl přesvědčen, že literatura hraje významnou roli ve společnosti a že je schopna změnit myšlení lidí, viděl v ní nástroj národní a sociální revoluce. Ve svých esejích prosazoval, že skutečná národní literatura může vyrůst pouze z romantických kořenů a také bránil právo romantiků na vyslovení subjektivních prožitků.
Při publikační činnosti se zapojil do příprav listopadového povstání a po jeho vypuknutí se aktivně zúčastnil bojů a získal vyznamenání Virtuti Militari. Po porážce povstání emigroval s bratrem, rovněž účastníkem povstání, do Francie, kde žil v chudobě. Zemřel v Auxerre, kde chtěl léčit svou tuberkulózu.

## Výběrová bibliogragfie
- O duchu i źródłach poezji w Polszcze (1825, O duchu a zdrojích poezie v Polsku), práce je pokusem specifikovat polský romantismus a jeho národní faktory.
- O literaturze polskiej w wieku dziewiętnastym (1830, O polské literatuře v devatenáctém století), esej, ve které obhajuje názor, že literatura by měla vyjadřovat jedinečné národní rysy.
- Powstanie narodu polskiego w roku 1830 i 1831 (1834, nedokončená dvoudílná publicistická práce vydaná v Paříži, ve které autor popisuje situaci v Polsku před vypuknutím povstání a jeho průběh a obhajuje názor na právo národa bojovat za nezávislost.